# Ștefan Sameș
Ștefan Sameș (* 14. Oktober 1951 in Dobroești, Kreis Ilfov; † 17. Juli 2011 in Bukarest) war ein rumänischer Fußballspieler und -trainer. Der Verteidiger bestritt 388 Spiele in der höchsten rumänischen Fußballliga, der Divizia A, und wurde im Jahr 1979 zu Rumäniens Fußballer des Jahres gewählt.

## Spielerkarriere

### Vereine
Sameș begann mit dem Fußballspielen 1965 im Bukarester Kinder- und Juniorenzentrum Steaua „23 August“. Er spielte in seiner Jugend für Steaua Bukarest und wechselte im Jahr 1971 zu Universitatea Craiova, wo er am 28. November 1971 in der höchsten rumänischen Spielklasse, der Divizia A, debütierte. Er entwickelte sich im Laufe der Saison zum Stammspieler und hatte seinen Anteil an der Vizemeisterschaft im folgenden Jahr. Er kehrte 1973 im Tausch mit Costică Ștefănescu zu Steaua zurück und konnte sich dort ebenfalls einen Stammplatz erobern.
Mit Steaua konnte Sameș in den Jahren 1976 und 1978 die Meisterschaft sowie in den Jahren 1976 und 1979 den rumänischen Pokal gewinnen. Im selben Jahr wurde er zu Rumäniens Fußballer des Jahres gewählt.
Sameș verließ Steaua in der Winterpause der Saison 1982/83 und wechselte zum Ligakonkurrenten FC Constanța, der um den Klassenerhalt kämpfte. Auch mit der Unterstützung von Sameș gelang es nicht, den Abstieg zu vermeiden, da dieser nur in der Hälfte der Spiele zum Einsatz kam. Er wechselte nach Saisonende zu Rapid Bukarest, das gerade in die Divizia A aufgestiegen war. Mit Rapid konnte er zweimal den Klassenerhalt sichern, kam danach in der 1985/86 aber kaum noch zum Einsatz, so dass er den Verein verließ und sich dem Zweitligisten ROVA Roșiori anschloss. Am Ende der Saison stieg er mit dem Klub in die Divizia C ab und beendete seine Laufbahn. Dieser nahm er in der Saison 1988/89 im Alter von 37 Jahren mit ein paar Spielen für Siretul Pașcani kurzzeitig wieder auf.

### Nationalmannschaft
Sameș bestritt 49 Spiele für die rumänische Fußballnationalmannschaft und erzielte dabei drei Tore. Zu seinem ersten Einsatz kam er am 18. April 1973 beim Freundschaftsspiel gegen die Sowjetunion. Ihm blieb es während seiner Zeit in der Nationalmannschaft nicht vergönnt, an einem internationalen Turnier teilzunehmen, da Rumänien stets die Qualifikation verpasste. Sein letztes Länderspiel war am 17. November 1982 ein Freundschaftsspiel gegen die DDR, als er in der 55. Minute für Ioan Andone eingewechselt wurde.

## Trainerkarriere
Nach dem Ende seiner aktiven Laufbahn war Sameș in der Rückrunde 1989/90 Trainer von Universitatea Cluj und führte den Klub zum Klassenerhalt in der Divizia A. Später war er als Jugendtrainer seines früheren Vereins Steaua Bukarest tätig. Auf Grund finanzieller Engpässe entließ George Becali, der Mäzen des Vereins, am 23. Februar 2011 eine Reihe von Jugendtrainern, darunter auch Sameș. Ende Februar 2011 erlitt er wegen der Aufregung über seine Entlassung einen Schlaganfall, der zu einer Lähmung der Stimmbänder führte. Im Zuge der ärztlichen Untersuchungen wurde Anfang März 2011 ein Nasopharynxkarzinom entdeckt, das sich nicht mehr operieren ließ. Nachdem Sameș und seine Frau für die Behandlungskosten nicht selber aufkommen konnten und auch Spendenaufrufe erfolglos blieben, erlag der ehemalige Abwehrspieler seinem Krebsleiden am 17. Juli 2011 im Spitalul Militar in Bukarest.

## Erfolge und Auszeichnungen als Spieler
- Balkan-Cup-Sieger: 1980
- Rumänischer Meister: 1976, 1978
- Rumänischer Pokalsieger: 1976, 1979
- Rumäniens Fußballer des Jahres: 1979
- Verdienter Meister des Sports